# ポートマン・ロード
ポートマン・ロード (Portman Road)は、イングランド, サフォーク州, イプスウィッチにある多目的スタジアム。オープン当初からイプスウィッチ・タウンFCのホームスタジアムとなっている。イングランドのユース代表チームやウェンブリー・スタジアム改築中にはトップチームの試合も1試合行われている。

## 概要
1878年から1884年までは、ブルーム・ヒルやブルックス・ホールを使用していたが現スタジアム完成と同時に移転して以来ホームとして使用中。

## 入場者数

### 平均入場者数
- 2007-2008: 22,117 (チャンピオンシップ)
- 2006-2007: 22,445 (チャンピオンシップ)
- 2005-2006: 24,256 (チャンピオンシップ)
- 2004-2005: 25,651 (チャンピオンシップ)

### 最大入場者数
- 38,010 (FAカップ 6回戦) イプスウィッチ v リーズ, 1975.3.08
- 30,152 (ディヴィジョン1) イプスウィッチ v ノリッジ, 2003.9.21 (全面座席改修後)

## ギャラリー

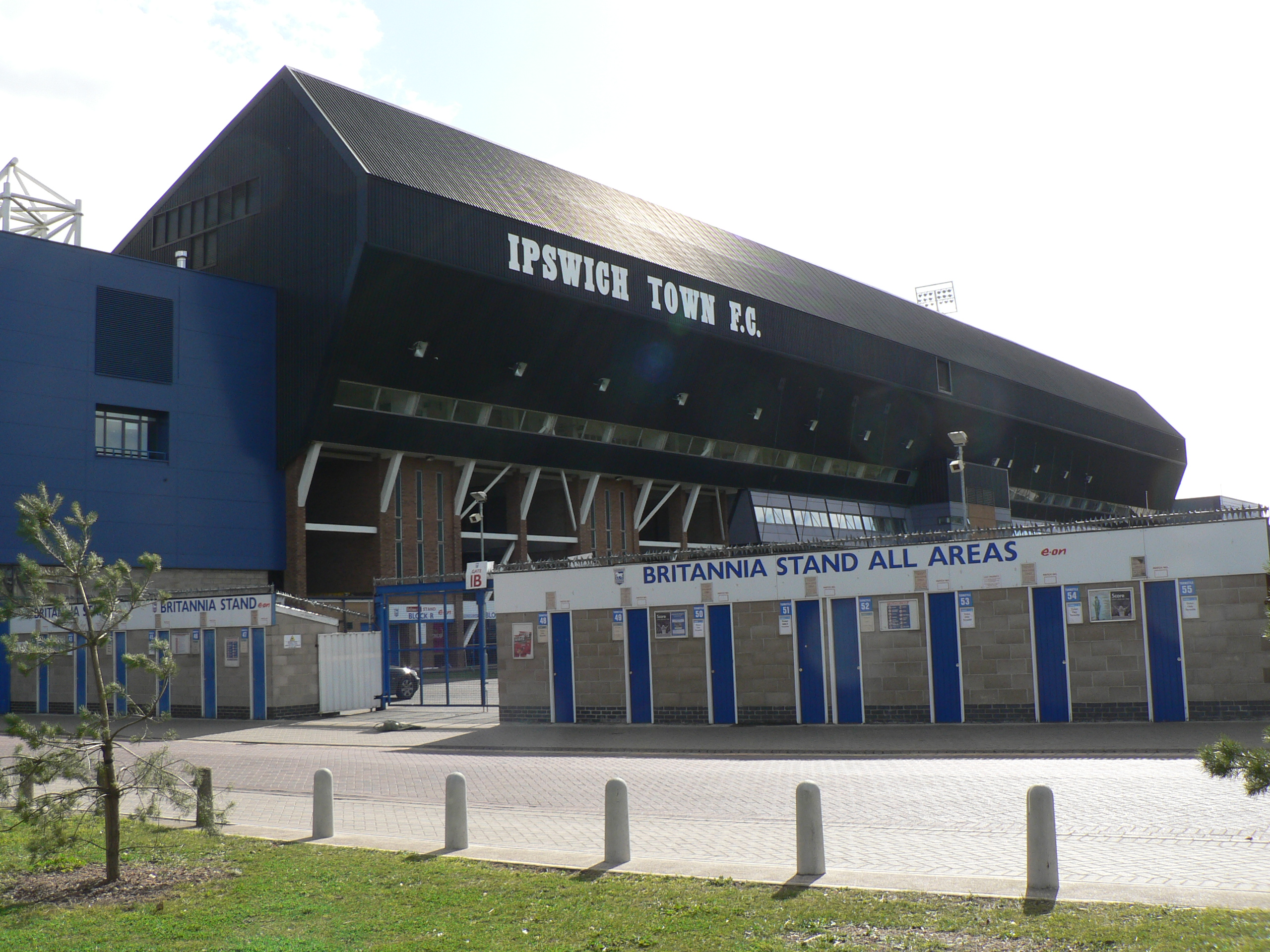
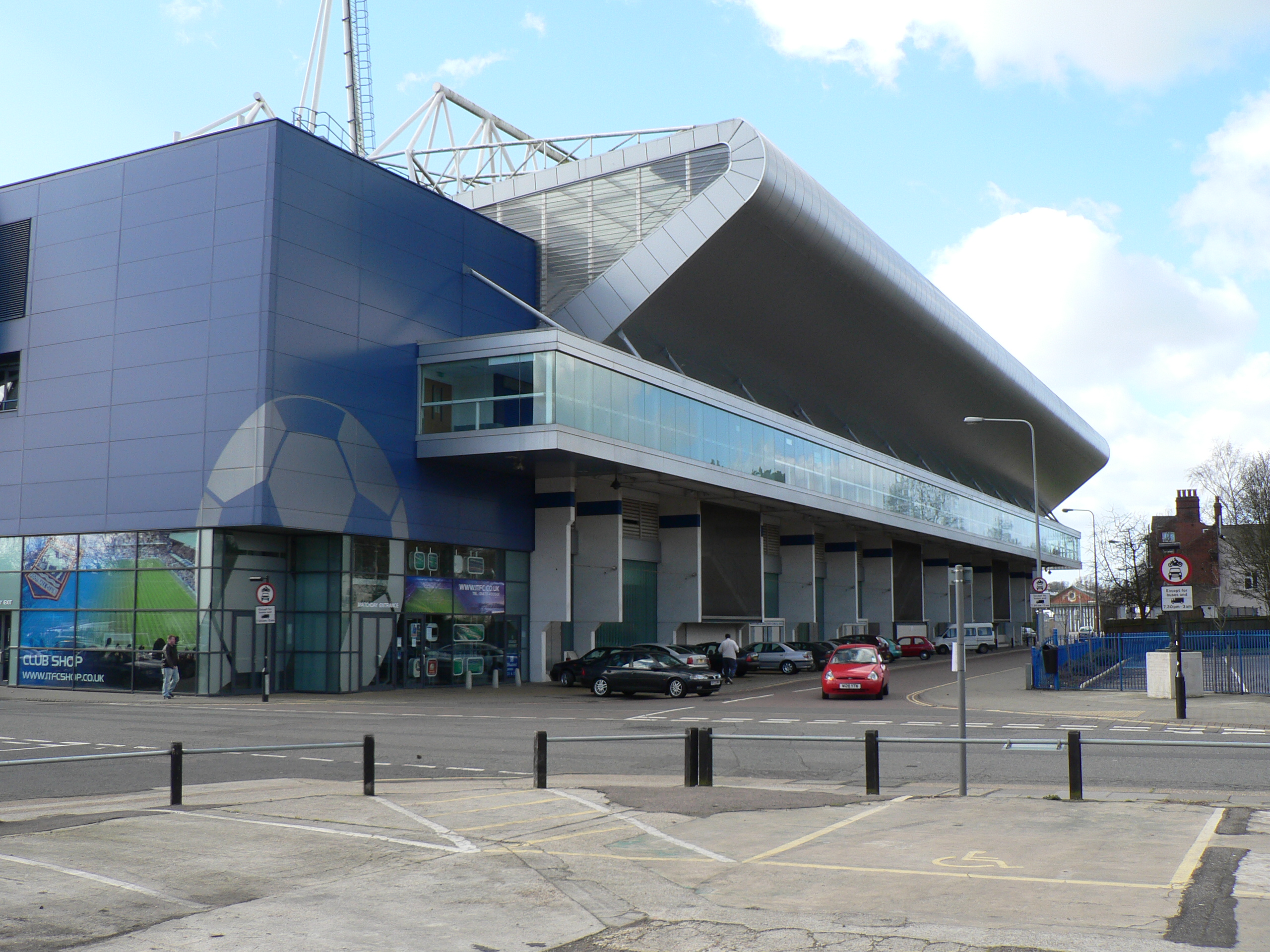
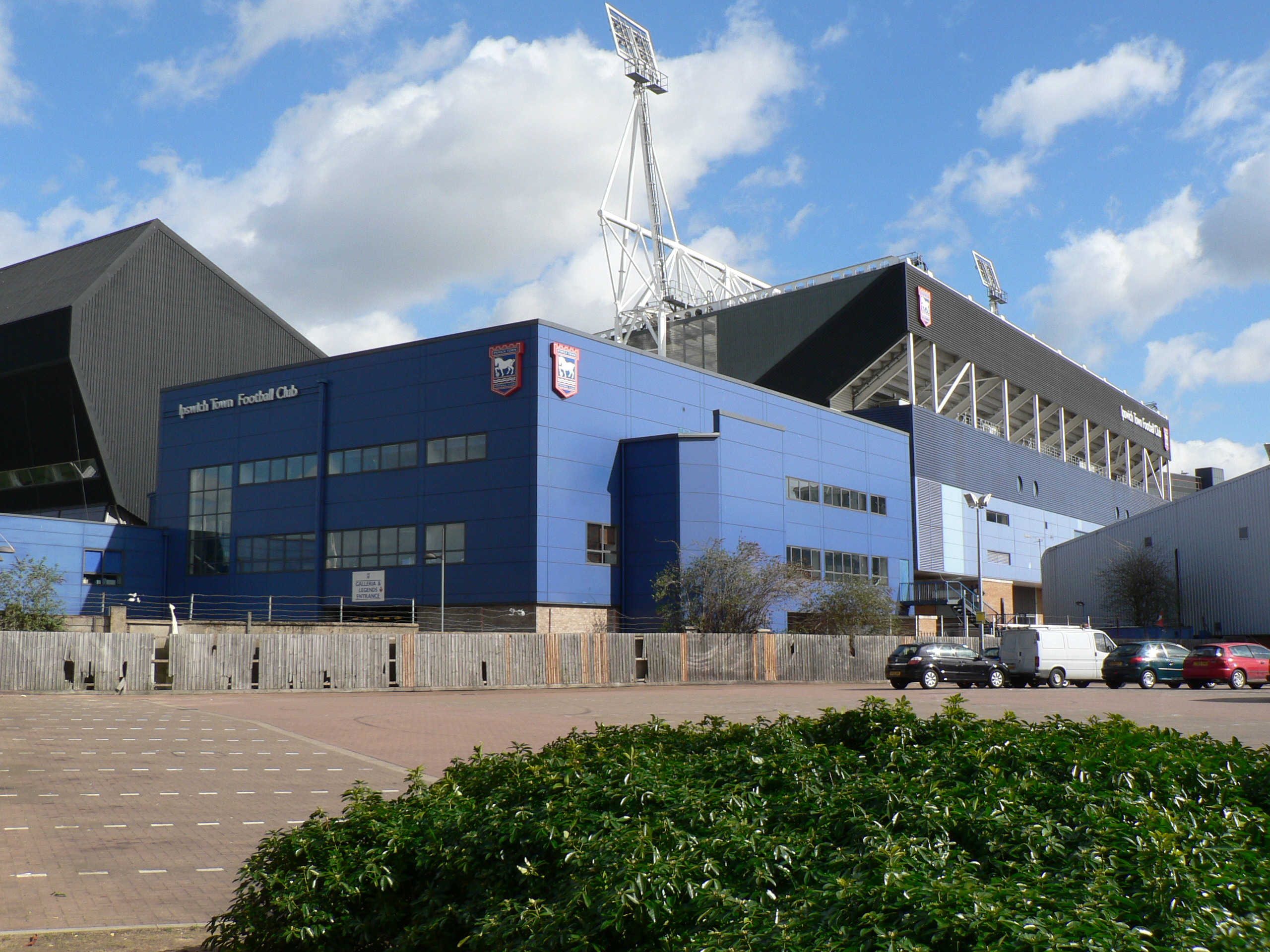
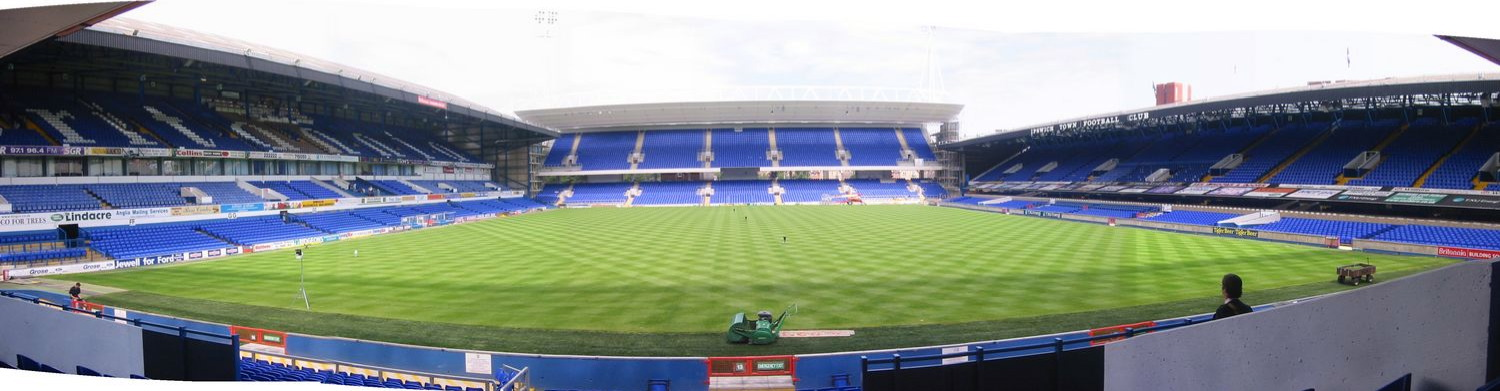
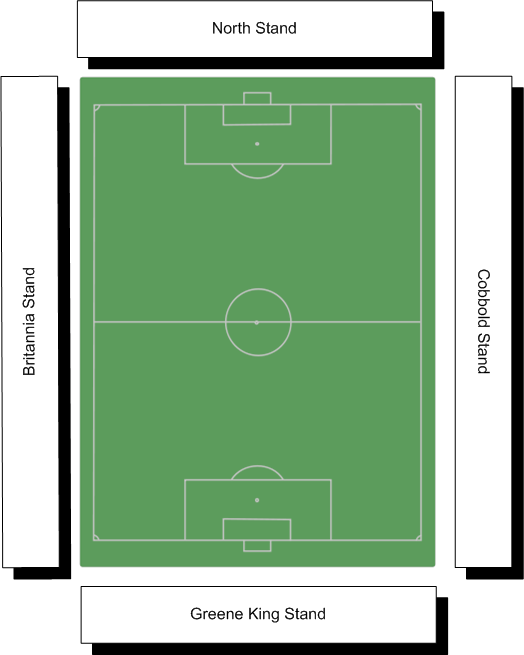
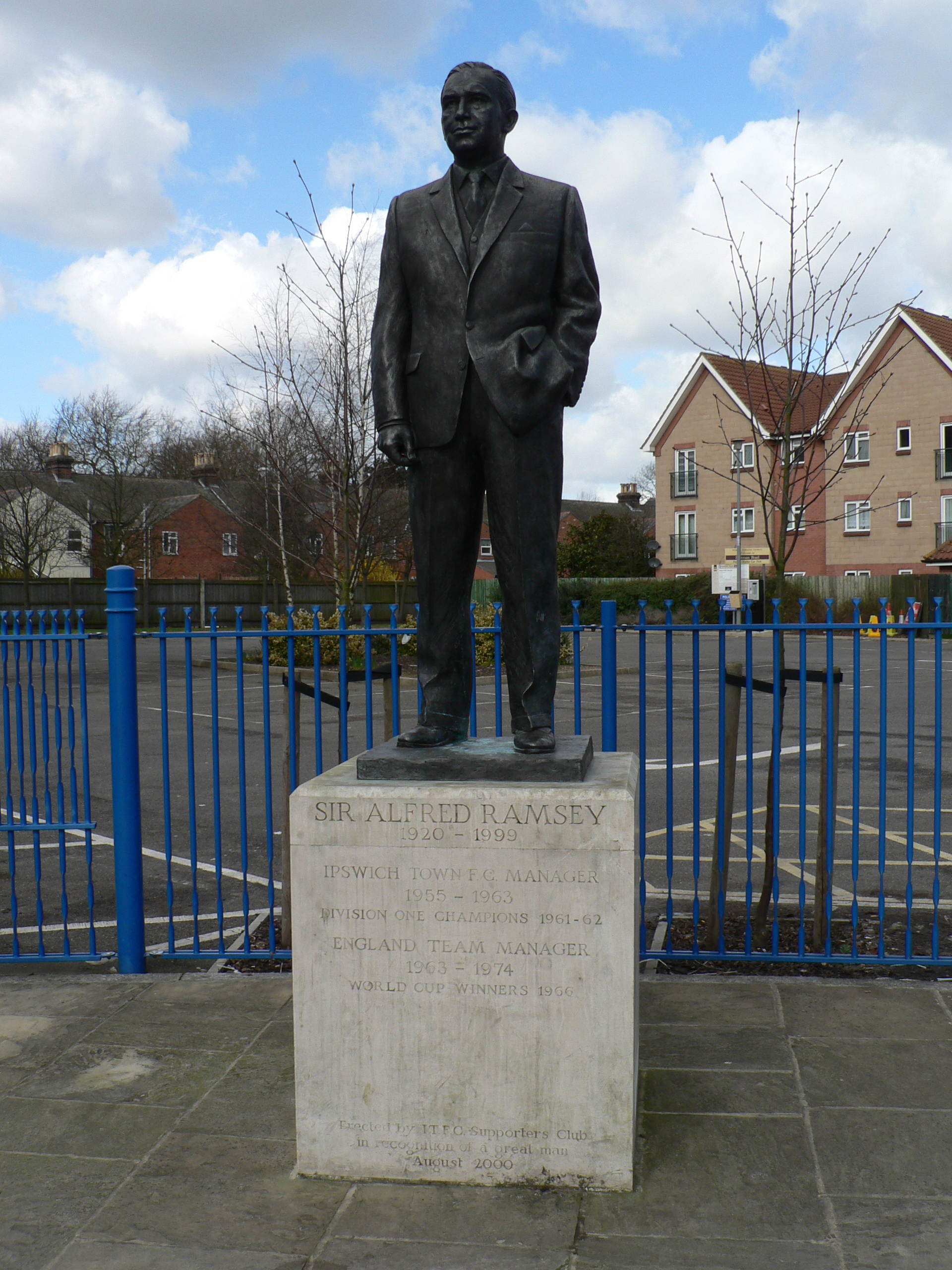
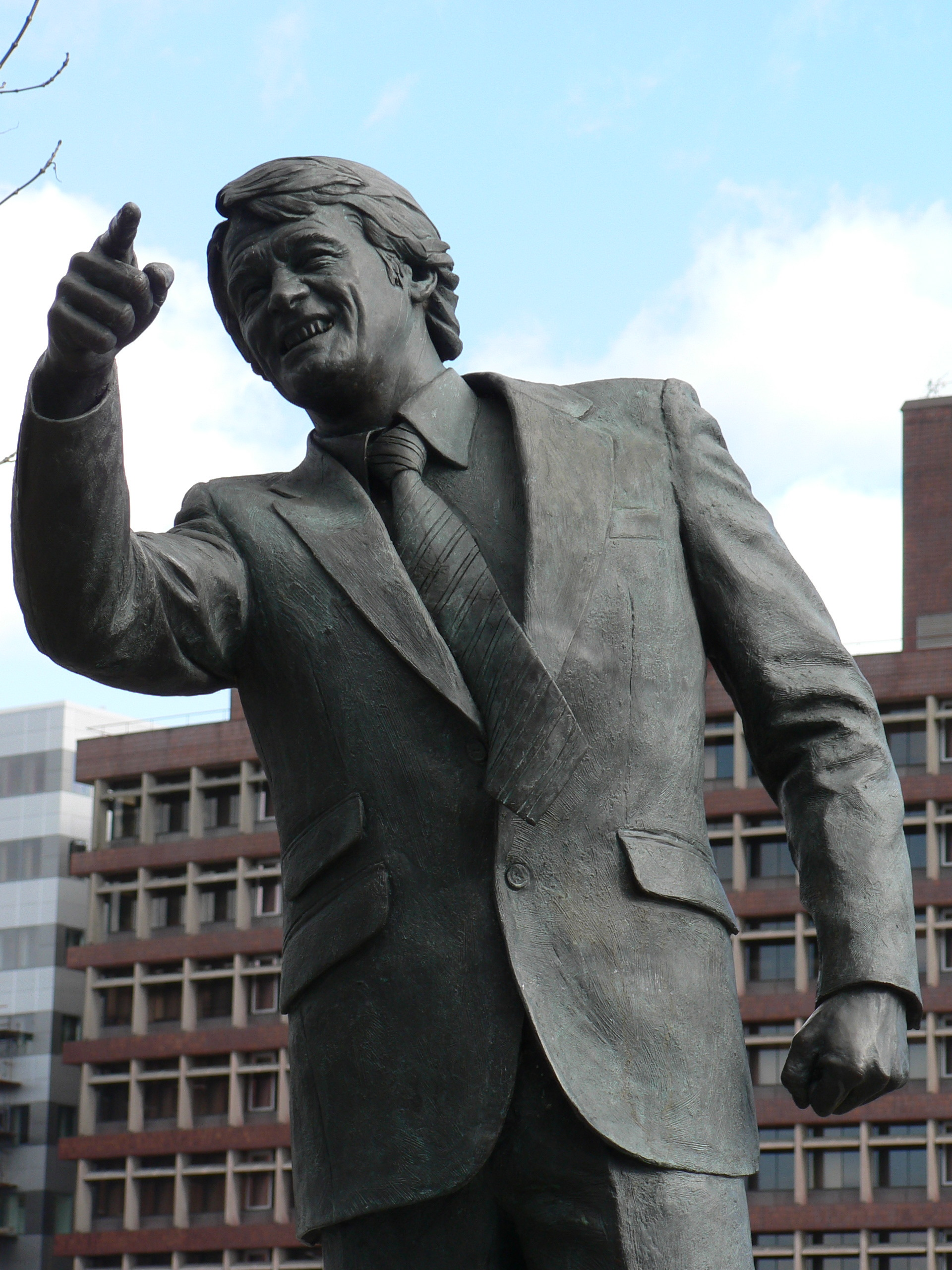